# Donjara
Donjara falu Horvátországban Kapronca-Kőrös megyében. Közigazgatásilag Sokolovachoz tartozik.

## Fekvése
Kaproncától 15 km-re, községközpontjától 4 km-re délnyugatra a Bilo hegyei között a Kaproncát Körössel összekötő főút mellett fekszik.

## Története
Lakosságát 1948-ban számlálták meg először, ekkor 59-en lakták. 2001-ben a falunak 29 lakosa volt.

## Külső hivatkozások
Sokolovac község hivatalos oldala